# Sceloporus lineolateralis
Sceloporus lineolateralis är en ödleart som beskrevs av  Smith 1936. Sceloporus lineolateralis ingår i släktet Sceloporus och familjen Phrynosomatidae. Inga underarter finns listade i Catalogue of Life.